# 威尼斯前阿爾卑斯山脈

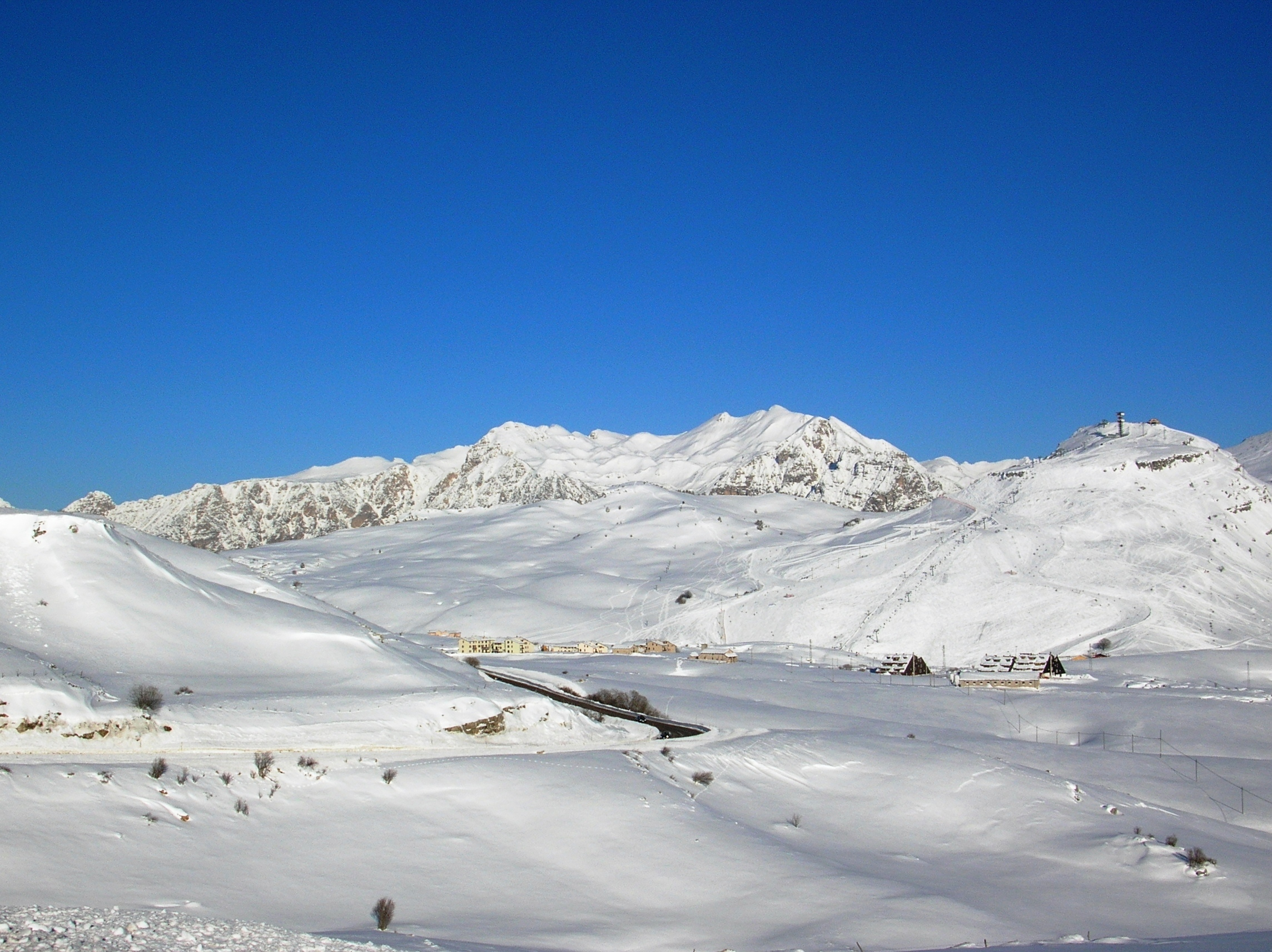

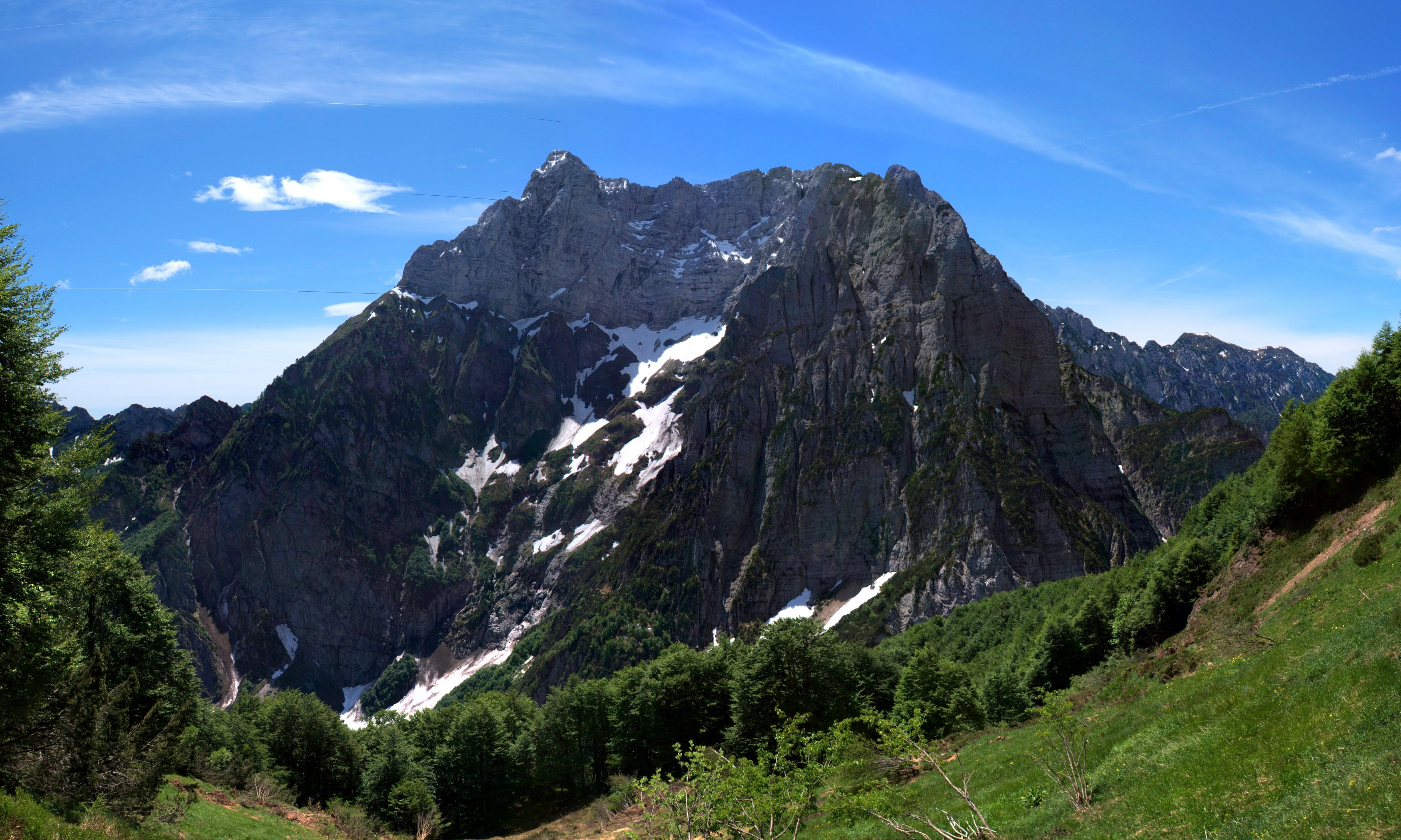

威尼斯前阿爾卑斯山脈是歐洲的山脈，是東阿爾卑斯山脈的一部分，橫跨佛里烏利-威尼斯朱利亞、特倫托自治省和威尼托，最高點海拔高度2,472米。

## 外部連結
- Italian official cartography (Istituto Geografico Militare - IGM); on-line version: www.pcn.minambiente.it（页面存档备份，存于）
- Grappa and Prealpi（页面存档备份，存于）
- Prealpi Veronesi (Baldo,Carega,Lessinia,Valpolicella)